# Henrik Eichenauer
Henrik Eichenauer (* 7. Juli 1968) ist ein ehemaliger deutscher Fußballspieler.
Er spielte elfmal in der Bundesliga für Waldhof Mannheim und 125-mal in der 2. Fußball-Bundesliga für Darmstadt 98.

## Karriere
In seiner Jugend spielte er für seinen Heimatverein SG Hüttenfeld sowie für SC Heppenheim und den 1. FC Kaiserslautern. Seinen ersten Profivertrag unterschrieb er beim SV Waldhof Mannheim. 9-mal kam der Nachwuchsspieler unter Trainer Klaus Schlappner in seiner ersten Bundesligasaison zum Einsatz. In seinem dritten Spiel am 29. November 1986 erzielte er gegen den FC 08 Homburg sein erstes und einziges Bundesligator. In der Hinrunde 1987/88 kam er unter dem neuen SVW-Coach Felix Latzke nur zu zwei Einsätzen.
In seine Mannheimer Zeit fällt die Teilnahme an der U-20-Weltmeisterschaft 1987 in Chile, bei der er vier Mal eingesetzt wurde und im Halbfinalspiel gegen den Gastgeber ein Tor beisteuerte. Für die U-21-Nationalmannschaft war er ebenfalls aktiv, hier kam er auf einen Einsatz (1989 gegen Bulgarien).
Ab Januar 1988 stand er beim SV Darmstadt 98 in der 2. Bundesliga unter Vertrag. Sein ehemaliger Waldhöfer Trainer Klaus Schlappner war seit Saisonbeginn bei den „Lilien“ tätig. Im ersten halben Jahr konnte sich Eichenauer noch nicht durchsetzen und kam bis Saisonende lediglich auf vier Spiele als Einwechselspieler. Die Mannschaft war indes in der Liga erfolgreich und beendete die Saison auf dem dritten Tabellenplatz, der die Teilnahme an den Relegationsspielen bedeutete. Schlappner und Eichenauer trafen hier auf ihren Ex-Klub Waldhof Mannheim. Eichenauer kam aber nicht zum Einsatz. Erst im dritten Spiel nach Elfmeterschießen fiel die Entscheidung, allerdings zu Ungunsten Darmstadts. In der nachfolgenden Saison wurde Eichenauer unter dem neuen Trainer Werner Olk zum Stammspieler und unter dessen Nachfolger Eckhard Krautzun auch zum Torjäger. Die Darmstädter mussten sich aber spätestens ab der Saison 1989/90 in der Tabelle nach unten orientieren. In jener Spielzeit wurde der Klassenerhalt nur durch das bessere Torverhältnis gegenüber dem KSV Hessen Kassel und ein Jahr später durch den Lizenzentzug von Rot-Weiss Essen erreicht. 1992/93 stieg man schließlich als Tabellenletzter in die Oberliga ab. Dies war gleichzeitig die letzte Saison Eichenauers beim SV Darmstadt 98. Bis Oktober 1992 bestritt er insgesamt 125 Spiele für Darmstadt und erzielte dabei 35 Tore. Für die Lilien war er in den Spielzeiten 1988/89 und 1990/91 mit 14 bzw. 13 Saisontreffern jeweils intern bester Torschütze.
Noch im Jahre 2003 spielte Eichenauer bei der SG Hüttenfeld in der Kreisliga aktiv Fußball.

### Statistik
| Liga          | Spiele (Tore) |
| ------------- | ------------- |
| Bundesliga    | 011 0(1)      |
| 2. Bundesliga | 125 (35)      |
| Wettbewerb    |               |
| DFB-Pokal     | 005 0(1)      |